# 民國之精華
《民國之精華》是北京写真通信社佐藤三郎編寫，北京写真通信社刊行的一部介绍中华民国第一届国会第二期常会议员的中文、日文、英文合一的书籍，成書於1916年。该书是研究此届国会的第一手资料之一。全書分為兩部分，第一部分是《中華民國議會史》，講述中華民國初年國會的歷史，用日文寫成，時間段為1910年上海代表會至1916年8月國會第一次復會。第二部分是《中華民國議員列傳》，列出中華民國議員簡歷和照片，共收錄包括議長在內議員的442人，用日文和英文寫成。